# Edvard Persson (skidåkare)
Karl Edvard Persson, född 23 januari 1888 i Ovansjö församling, Gävleborgs län, död där 21 november 1964 var en skidåkare som tävlade för Storviks IF. Han vann SM-guld på 60 km i Örnsköldsvik 1916.